# 앨릭스 리오스
알렉시스 이스라엘 리오스(스페인어: Alexis Israel Ríos, 1981년 2월 18일 ~ )는 앨릭스 리오스(Alex Ríos)라는 이름으로 알려져 있는 미국의 전 프로 야구 선수이다.  그는 메이저 리그 베이스볼에서 토론토 블루제이스, 시카고 화이트삭스, 텍사스 레인저스와 캔자스시티 로열스를 위하여 활약하였다.  2015년 로열스와 함께 월드 시리즈 챔피언인 리오스는 2회의 메이저 리그 베이스볼 올스타이다.  2007년 그는 우익수들을 위한 필딩 바이블 상 수상자였다.  2013년 그는 사이클링히트를 기록하고 한 경기에 6개의 안타를 달성하였다.  리오스는 푸에르토리코 야구 국가대표팀과 3회의 월드 베이스볼 클래식 참가 선수이다.

## 프로 경력
리오스는 1999년 메이저 리그 베이스볼 드래프트에서 토론토 블루제이스에 의하여 첫 라운드 (전체 19위)에서 선발되었다.  몇년간 블루제이스 조직에서 최고의 유망주인 리오스는 조직의 마이너 리그 시스템에서 숙고적인 성공을 가졌다.  2003년 그는 더블 A 이스턴 리그의 MVP상을 수상하는 길에 11개의 홈런과 82개의 타점과 함께 .352 점을 쳤다.  리오스는 2004년 시즌의 시작을 위하여 트리플 A 시러큐스 스카이치프스로 승진되어 잠시 후 빅 리그로 상승하였다.

### 토론토 블루제이스

#### 2004년 시즌
그는 토론토와 함께 111개의 경기에서 하나의 홈런, 55개의 득점과 28개의 타점과 함께 .296 점을 치면서 자신의 루키 시즌을 끝냈다.

#### 2006년 시즌
월드 베이스볼 클래식에서 푸에르토리코 야구 국가대표팀과 함께 자신의 참가 후에 리오스는 자신의 브레이크 아웃 시즌에 왜 블루제이스가 자신을 높이 평가했던 것을 보이기 시작하였다.  6월 6일까지 리오스는 2006년 시즌으로 들어가는 60개 만의 경기에 새로운 개인 기록인 11개의 홈런과 43개의 타점과 더불어 .359의 평균과 함께 타구 평균에서 리그 1위였다.  그러고나서 그는 6월 12일 로저스 센터에서 볼티모어 오리올스를 향한 자신의 첫 다수 홈런 경기를 가졌다.  그는 가끔 5툴 플레이어로서 야구에서 알려진 예로서 주어졌다.
메이저 리그에서 자신의 뛰어난 3번째 시즌의 인정에서 어린 외야수는 아메리칸 리그 올스타에 예비 선수로서 자리와 함께 보상을 받았다.  리오스가 자신의 다리에 포도상구균 감염의 이유로 경기에 활약하지 않은 동안 그는 피츠버그의 PNC 파크에서 열린 7월 10일 주말 동안 메이저 리그 올스타 게임 축제들에 참석하는 데 초청되었다.

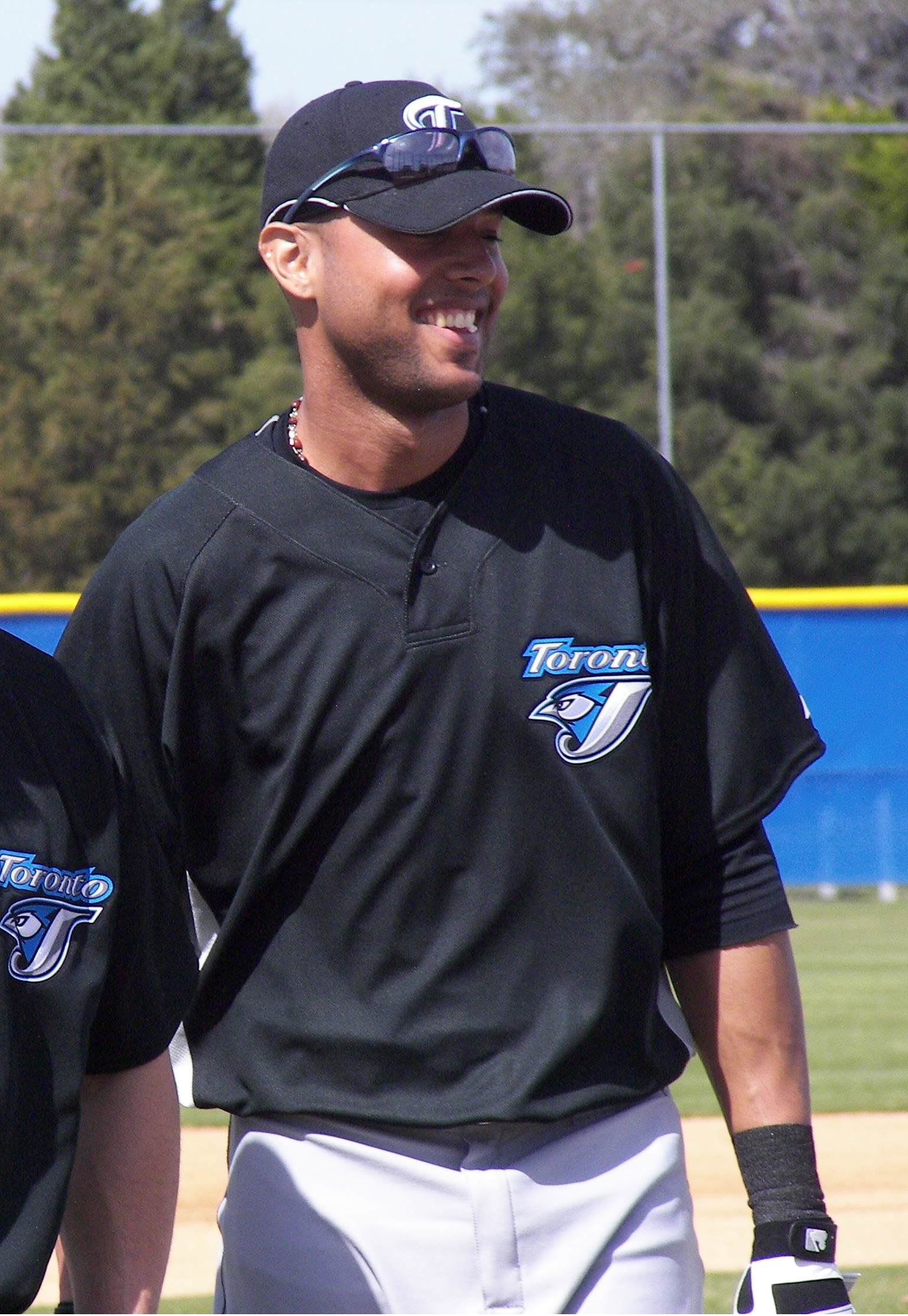
2007년 토론토 블루제이스와 스프링 트레이닝에서

알렉스는 자신이 포도상구균 감염과 입원에 결과를 가져온 자신의 발에서 공을 찔러 심각하게 자신의 힘을 고갈하였고 2006년 올스타 게임 후에 자신의 통계에 영향을 미쳤다는 것을 인터뷰에서 말하였다.

#### 2007년 시즌
2007년 2월 2일 블루제이스와 리오스는 1년, 2.535 백만 달러 계약으로 동의하였고, 최소한 다음 해를 위하여 두 당사자들이 봉급 중재의 과정을 피할 것을 의미하였다.  리오스의 상연은 아메리칸 리그 올스타 팀에 예비 선수로서 자신이게 자리를 얻게 하였고, 그는 또한 2007년 스테이트 팜 홈런 더비에 참가하는 데 동의하기도 하였다.  그는 경연을 통하여 19개의 홈런을 치면서 전체의 경연자들을 이끌었으나 최종 라운드는 로스앤젤레스 에인절스 오브 애너하임의 블라디미르 게레로가 우승하였다.
리오스는 올스타 게임에서 마지막 아웃을 수비하였다.  그는 시즌의 전반기 동안 전체의 공격적 분야들에서 팀을 이끌었으나 자신의 타구 평균이 서서히 .300 점으로 정착하면서 올스타 브레이크 후에 갑자기 쇠퇴하였고, 홈런과 타점의 지도 선수로서 동료 선수 프랭크 토마스에 의하여 차지되었다.  2007년 그는 1.82로 전체 메이저 리그 우익수들의 최저 수비 범위를 가졌다.  리오스는 메이저 리그 베이스볼에서 최고의 수비 우익수로서 필딩 바이블 상과 함께 영예를 얻었다.  그는 올해의 블루제이스 선수로 투표되었다.

#### 2008년 시즌
리오스는 6천 9백 8십 3만 5천 달러의 보장 금액을 위하여 2008년 4월 블루제이스와 7년 계약을 맺었는 데 5.9 백만 달러 (2009년), 9.7 백만 달러 (2010년), 1천 2백만 달러 (각각 2011년과 2012년), 그리고 12.5 백만 달러 (각각 2013년과 2014년)이다.  그는 약간의 통계적 감소 - .291의 평균, 15개의 홈런, 32개의 도루와 70개의 타구한 득점과 함께 2008년 시즌을 끝냈다.  홈런 총수는 그 시즌에 블루제이스의 두번째로 가장 많은 홈런 (버논 웰스 만이 20와 함께 더 많이 가졌음)을 위하여 라일 오버베이와 그를 동점매겼다.  리오스는 또한 그해 올스타 브레이크 후에 홈런에서 경력 사상 기록을 세우기도 하였다.

#### 2009년 시즌
6월 4일 에인절스를 상대로 로저스 센터에서 6 대 5의 패배에 리오스는 또한 플래티넘 솜브레로로 알려진 자신의 전체 5개의 본루 출연에서 스트라이크아웃 되었다.  그날 후기에 리오스는 제시스 케어 파운데이션을 위하여 모금 행사를 떠난 동안 사인을 찾는 한 어린이를 자신이 지나간 후 엉뚱한 팬을 저주하는 것이 녹화되었다.  리오스는 공연하게 사건을 위하여 사죄하였다.
2009년 8월 7일 블루제이스는 리오스를 면제에 놓았다.  8월 10일 리오스는 시카고 화이트삭스에 의하여 공시적으로 면제 청구를 받았다.

### 시카고 화이트삭스

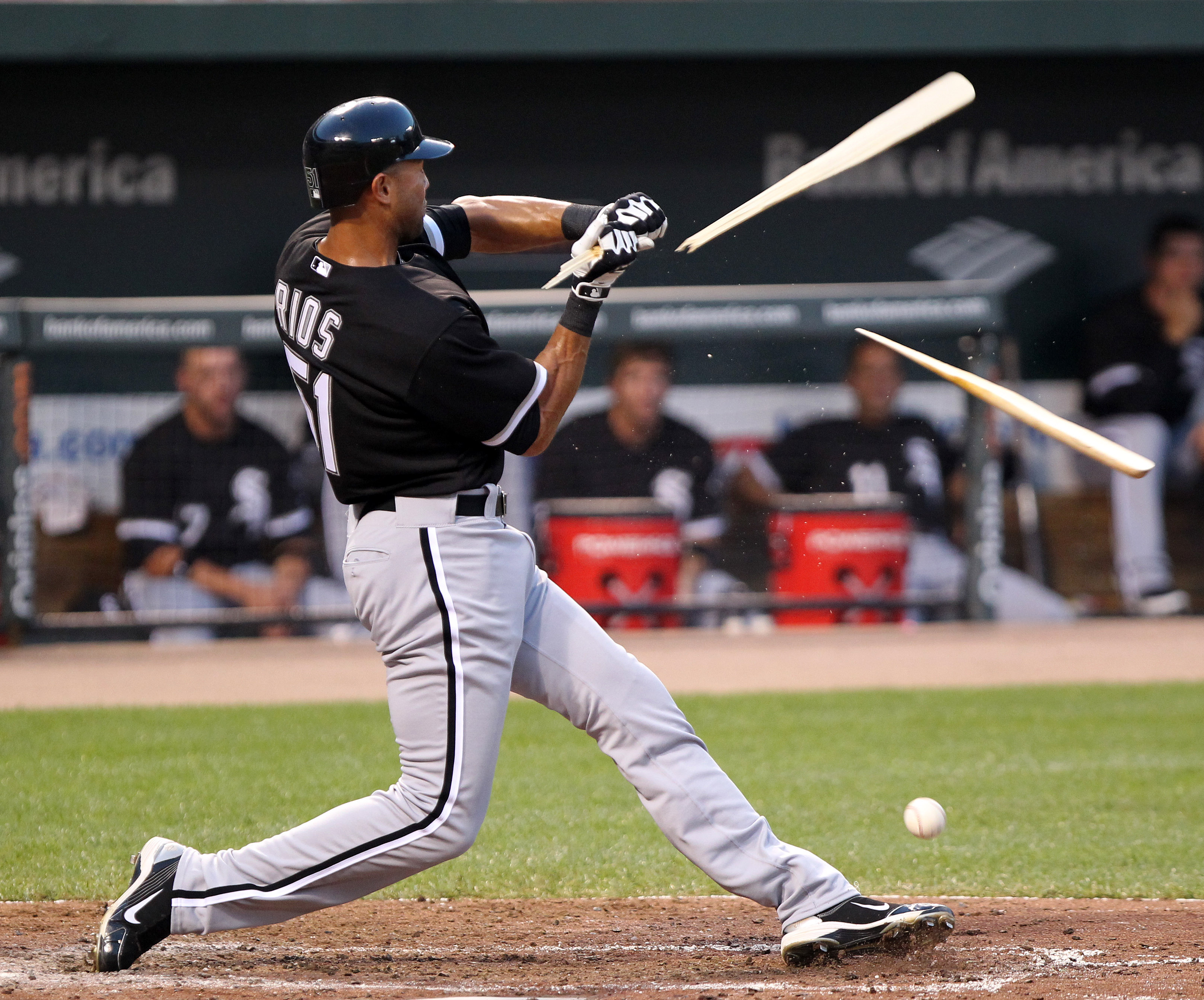
시카고 화이트삭스를 위하여 타구하는 리오스

8월 10일 화이트삭스에 의하여 면제 청구를 받은 후, 리오스는 41개의 경기에 146개의 타수에서 3개의 홈런, 9개의 타점과 .296의 출루율과 함께 .199 점을 타구하였다.  2010년 리오스는 화이트삭스를 위하여 21개의 홈런, 88개의 타점과 .334의 출루율과 함께 .284 점을 타구하였다.
2013년 7월 9일 리오스는 디트로이트 타이거스에 11 대 4로 우승을 거둔 경기에서 한 경기에 6개의 안타를 수집하였다 (아메리칸 리그 기록을 동점매김).  리오스는 자신의 이적까지 2013년을 위하여 출발 우익수였다.  이적 후에 조던 댕크스와 아비사일 가르시아가 차지하였다.  화이트삭스를 위하여 5년간 599개의 경기에서 그는 74개의 홈런, 287개의 타점과 99개의 도루와 함께 .269/.310/.430 점을 쳤다.

### 텍사스 레인저스

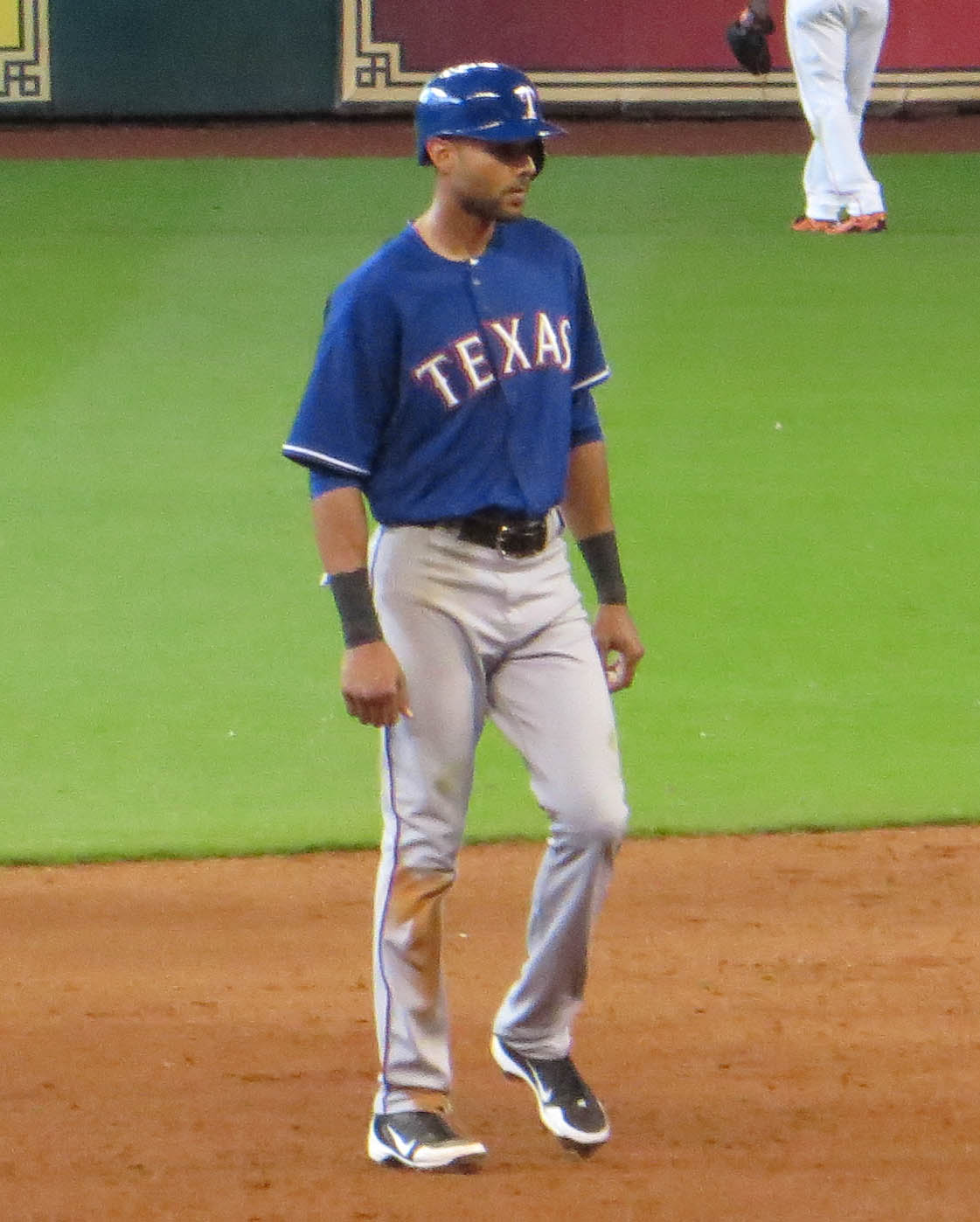
2013년 텍사스 레인저스와 함께

2013년 8월 8일 리오스는 텍사스 레인저스와 함께 면제 청구를 받아 후에 임명될 선수 혹은 현금 숙고들을 위하여 8월 9일 그들에게 이적되었다.  레우리 가르시아는 8월 11일 후에 임명될 선수로서 공고되었다.  그는 팀의 출발 우익수가 되어 출장 정지를 당한 넬손 크루스를 대체하였다.  리오스는 9월 23일 휴스턴 애스트로스를 아대로 사이클링히트를 쳤다.  2013년의 전체에서 리오스는 18개의 홈런, 81개의 타점과 42개의 도루와 함께 .278/.324/.432 점을 쳤다.  리오스는 2015년 시즌을 위하여 리오스의 선택권을 거절하였다.

### 캔자스시티 로열스
2014년 12월 9일 리오스는 9.5 백만 달러의 가치에 캔자스시티 로열스와 함께 1년 계약을 맺었다.  계약은 2016년 시즌을 위한 선택권을 포함한다.
자신의 로열스 데뷔에 리오스는 3개의 안타 경기를 종료하는 데 로열스의 우승에서 3개의 득점 홈런을 쳤다.  2015년 시즌을 위하여 리오스는 105개의 경기에 나온 동안 4개의 홈런과 32개의 타점과 함께 .255 점을 쳤다.  캔자스시티와 함께 침체된 해를 가진 동안 리오스는 2015년 메이저 리그 베이스볼 플레이오프에서 많은 두드러진 순간들을 가졌다.  2015년 아메리칸 리그 디비전 시리즈의 4번째 경기에서 리오스는 8번째 이닝의 정상에서 리드오프 1루타를 쳐 4개의 득점 적자를 지운 5개의 득점 이닝을 일으키고 시리즈의 5번째 경기를 강요하였다.  5번째 경기에서 리오스는 5번째 이닝의 말기에서 2개의 타점 2루타를 쳐 경기의 우승 득점들로 증명될 것에 몰아냈다.  리오스는 2015년 아메리칸 리그 챔피언십 시리즈에서 똑같이 중추적이었으며 하나의 홈런과 3개의 타구한 득점과 함께 .368 점을 타구하였다.  시즌의 말기에 캔자스시티 로열스는 월드 시리즈를 우승하여 리오스에게 그의 첫 챔피언십 반지를 주었다.
2015년 11월 4일 리오스는 1.5 백만 달러 매수를 받고 자유 계약 선수가 되었다.

## 2013년 월드 베이스볼 클래식
리오스는 푸에르토리코를 위하여 활약한 2013년 월드 베이스볼 클래식에 참가하였다.  리오스가 토너먼트의 대부분을 위하여 갑자기 쇠퇴하였어도 그는 준결승전에서 일본을 상대로 2점 클러치 홈런을 쳐 푸에르토리코 팀을 그 첫 월드 베이스볼 클래식 출연으로 넘겼다.  그들은 결승전에서 도미니카 공화국에게 3 대 0으로 패하였다.

## 연도별 타격 성적
| 연 도      | 소 속      | 경 기 | 타 석 | 타 수 | 득 점 | 안 타 | 2 루 타 | 3 루 타 | 홈 런 | 루 타 | 타 점 | 도 루 | 도 루 자 | 희 생 번 | 희 생 플 | 볼 넷 | 고 4 | 사 구 | 삼 진 | 병 살 타 | 타 율 | 출 루 율 | 장 타 율 | O P S |
| ---------- | ---------- | ----- | ----- | ----- | ----- | ----- | ------- | ------- | ----- | ----- | ----- | ----- | -------- | -------- | -------- | ----- | ---- | ----- | ----- | -------- | ----- | -------- | -------- | ----- |
| 2004       | TOR        | 111   | 460   | 426   | 55    | 122   | 24      | 7       | 1     | 163   | 28    | 15    | 3        | 1        | 0        | 31    | 0    | 2     | 84    | 14       | .286  | .338     | .383     | .720  |
| 2005       | TOR        | 146   | 519   | 481   | 71    | 126   | 23      | 6       | 10    | 191   | 59    | 14    | 9        | 0        | 5        | 28    | 1    | 5     | 101   | 14       | .262  | .306     | .397     | .703  |
| 2006       | TOR        | 128   | 498   | 450   | 68    | 136   | 33      | 6       | 17    | 232   | 82    | 15    | 6        | 0        | 10       | 35    | 1    | 3     | 89    | 10       | .302  | .349     | .516     | .865  |
| 2007       | TOR        | 161   | 711   | 643   | 114   | 191   | 43      | 7       | 24    | 320   | 85    | 17    | 4        | 0        | 7        | 55    | 3    | 6     | 103   | 9        | .297  | .354     | .498     | .852  |
| 2008       | TOR        | 155   | 686   | 635   | 91    | 185   | 47      | 8       | 15    | 293   | 79    | 32    | 8        | 0        | 5        | 44    | 2    | 2     | 112   | 20       | .291  | .337     | .461     | .798  |
| 2009       | TOR/CWS    | 149   | 633   | 582   | 63    | 144   | 31      | 2       | 17    | 230   | 71    | 24    | 5        | 1        | 7        | 37    | 1    | 6     | 107   | 21       | .247  | .296     | .395     | .691  |
| 2010       | CWS        | 147   | 617   | 567   | 89    | 161   | 29      | 3       | 21    | 259   | 88    | 34    | 14       | 0        | 5        | 38    | 4    | 7     | 93    | 21       | .284  | .334     | .457     | .791  |
| 2011       | CWS        | 145   | 570   | 537   | 64    | 122   | 22      | 2       | 13    | 187   | 44    | 11    | 6        | 0        | 4        | 27    | 4    | 2     | 68    | 20       | .227  | .265     | .348     | .613  |
| 2012       | CWS        | 157   | 640   | 605   | 93    | 184   | 37      | 8       | 25    | 312   | 91    | 23    | 6        | 0        | 5        | 26    | 3    | 4     | 92    | 18       | .304  | .334     | .516     | .850  |
| 2013       | CWS/TEX    | 156   | 662   | 616   | 83    | 171   | 33      | 4       | 18    | 266   | 81    | 42    | 7        | 0        | 2        | 41    | 2    | 2     | 108   | 17       | .278  | .324     | .432     | .756  |
| 2014       | TEX        | 131   | 521   | 492   | 54    | 138   | 30      | 8       | 4     | 196   | 54    | 17    | 9        | 0        | 5        | 23    | 3    | 1     | 93    | 19       | .280  | .311     | .398     | .709  |
| 통산：10년 | 통산：10년 | 1586  | 6518  | 6034  | 845   | 1680  | 352     | 61      | 165   | 2649  | 762   | 244   | 77       | 2        | 55       | 385   | 24   | 40    | 1050  | 183      | .278  | .323     | .439     | .762  |

- 2014년 기준